# Usenet
Usenet (neki hrv. izrazi: interesne grupe, mrežne novine, usenet konferencije) je podmreža na Internetu koja se bazira na NNTP protokolu a čine ju poslužitelji namijenjeni primanju, slanju i razmjenjivanju članaka (eng. articles, posts).
Poslužitelji akumuliraju poruke koje su jedno vrijeme od svoga dolaska na poslužitelj (to vrijeme ovisi od poslužitelja) dostupne svima koji ih žele čitati. Poruke se mogu slati na poslužitelj, čitati s poslužitelja i brisati s poslužitelja (iako se ovo posljednje radi rijetko).

## Povijest
Netnews Pokrenut je 1980. godine na Sveučilištu u Sjevernoj Karolini u SAD-u. Prvotno se zvao Netnews.
Usenet je skup poslužitelja tematskih grupa (newsgroups) na Internetu. Predstavlja internetski servis na kojem se putem tematskih grupa omogućuju otvorene rasprave o najrazličitijim temama, iznose zamisli, prenose znanja i iskustva, pita pitanja o bilo kojoj temi. Sličan je IRC-u, ali se razlikuje u tome što se ne komunicira u stvarnom vremenu, nego preko poruka. Mnogo sliči na razmjenu e-pošte, ali ovdje su su sve poruke koje je netko napisao javne, pa svaki korisnik mreže može ih čitati i ujedno odgovarati na njih.

## Usenet hijerarhija
Grupe se dijele na općenite hijerarhije kako bi se olakšalo traženje pojedine grupe, a po vrsti članaka koje se u njih šalju razlikujemo binaries grupe za multimedijalne sadržaje i obične grupe za tekstualne sadržaje.
Postoji jedna velika hijerarhija na engleskom jeziku (vidi sliku), a hijerarhija grupa na hrvatskom jeziku slijedi isti obrazac, samo na početku ima kraticu hr.
Npr. u hr hijerarhiji postoji samo jedna grupa vezana uz linux: hr.comp.os.linux, dok ih u općenitoj (engleskoj) postoji nekoliko:
- comp.os.linux
- comp.os.linux.68k
- comp.os.linux.hardware
- comp.os.linux.misc
- comp.os.linux.networking
- comp.os.linux.security
- itd

Dok se tekstualna grupa posvećena emulatorima zove hr.comp.emuliranje, grupa na kojoj možemo naći softver za emuliranje zove se hr.comp.emuliranje.binaries

## Analiza Useneta
Usenet je zbog svoje decentraliziranosti i time nepraktičnošću cenzure idealan medij za rasprave, razmjenu informacija i slično. Na taj način se razvijaju rasprave u kojima sudjeluju razni ljudi, koji se obično međusobno ne poznaju i koji iznose različita mišljenja. 
Kako je Usenet vrlo slabo cenzurirana mreža (postoje službe koje se brinu za podobnost sadržaja na Usenetu, ali vrlo rijetko reagiraju), na njoj se javljaju svi oblici demokracije i anarhije (naime, pozitivni i negativni). Sudionici rasprava iznose svoja stajališta, brane ih, te pokušavaju srušiti suprotna mišljenja koristeći, ali i zlorabeći tu demokraciju. Tako da se na Usenetu mogu pronaći poučni sadržaji, ali isto tako i sadržaji koji mogu vrijeđati nekoga.

## Usenet klijenti
Pristup Usenetu danas je moguć preko web preglednika (Google grupe), ali uobičajeni način je bilo iz e-mail klijenta koji može pregledavati i Usenet grupe (Mozilla Thunderbird i Outlook Express su najpoznatiji dualni klijenti), dok ima naravno cijeli niz Usenet klijenata:
- Forté Agent (Windows)
- GrabIt (Windows)
- MicroPlanet Gravity (Windows)
- pan (GTK+, linux i Windows)
- Xnews (Windows)

## Vanjske poveznice
- Google Group Search  Arhivirana inačica izvorne stranice od 1. srpnja 2010. (Wayback Machine)
- http://www.moravek.org/newusers/faq.htm